# Rubempré
Rubempré település Franciaországban, Somme megyében. Lakosainak száma 723 fő (2022. január 1.). Rubempré Bavelincourt, Beaucourt-sur-l’Hallue, Hérissart, Mirvaux, Molliens-au-Bois, Pierregot, Talmas és Villers-Bocage községekkel határos.

## Népesség
A település népessége az elmúlt években az alábbi módon változott:
| Lakosok száma | 717  | 721  | 733  | 726  | 727  | 728  | 729  | 726  | 723  |
|               | 2013 | 2015 | 2016 | 2017 | 2018 | 2019 | 2020 | 2021 | 2022 |